# Tarnów Filia
Tarnów Filia – towarowa stacja kolejowa na południu Tarnowa (województwo małopolskie). Posiada dwie nastawnie („TF”, „TF11”) wyposażone w urządzenia przekaźnikowe typu E. Na stacji znajduje się również górka rozrządowa.
| Tarnów Filia                                      |  |                                        |
| Linia 96 Tarnów – Leluchów (1,300 km)             |  |                                        |
| Tarnówodległość: 0,549 km                         |  | Tarnów Południowy odległość: 0,9 km    |
| Linia 609 Tarnów Filia – Tarnów Wschód (0,001 km) |  |                                        |
|                                                   |  | podg Tarnów Wschód odległość: 1,160 km |